# Uszerkaf naptemploma

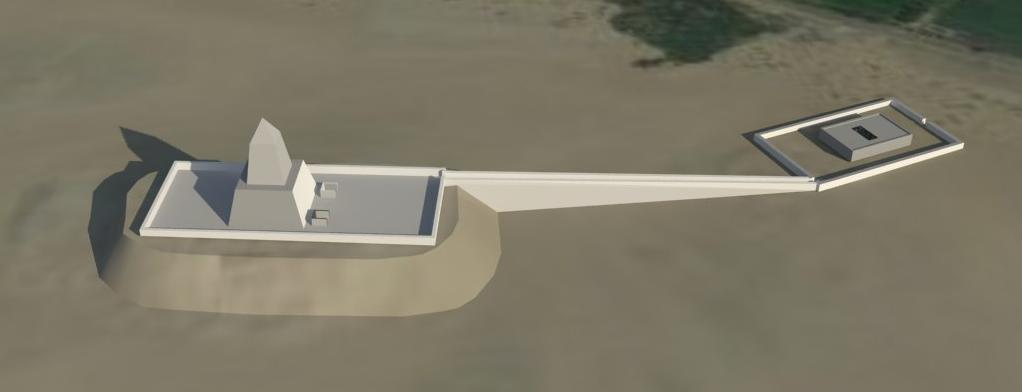
A templom rekonstruált rajza

Uszerkaf naptemploma egyike azon ókori egyiptomi naptemplomoknak, amelyeket Ré napisten tiszteletére emeltek az V. dinasztia idején. Összesen hat ilyen templom létezése alátámasztható régészeti adatokkal; közülük egyedül Uszerkaf, valamint Niuszerré naptemplomának a pontos helye ismert. Uszerkaf naptemploma a mai Kairótól kb. 15 km-re délre fekszik, Abuszír piramismezeje és Abu Goráb között. Ókori neve, a Nehenré (nḫn-rˁ) jelentése: „Ré erődítménye”.
Uszerkaf a naptemplommal teljesen új templomtípust hozott létre. Ennek oka alighanem a vallási világnézetben beállt azon változás volt, amely szerint a legjelentősebb isten már nem a király volt, hanem a napisten, Ré, és az uralkodót már csak az ő fiaként tisztelték. Ez változást hozott a királyi halottkultuszban is. A nyugat felé nyíló naptemplom a lenyugvó (azaz haldokló) napisten imádatának helyszíne, így a királyi piramiskpmplexum része lett, még ha időnként attól jelentős távolságban is helyezkedett el. A két épület célja az volt, hogy lehetővé tegye a király túlvilági utazását, valamint találkozását isteni atyjával. Uszerkaf példáját követte dinasztiája többi uralkodója is, akik szintén építettek naptemplomot.
A piramiskomplexummal való kapcsolata miatt a naptemplom hasonló felépítésű. A sivatag szélén, alacsony dombon épült maga a templom (ez a piramisok közelében álló halotti templomnak felelt meg), melyhez felvezetőút vezetett a Nílus közelében álló völgytemplomból. Más hasonlóság ugyanakkor nincs köztük, és a naptemplom körzetének általános koncepciója eltér a piramiskörzetétől.

## A templom felépítése

Uszerkaf naptemplomának alaprajza
1 = Obeliszk 2 = Obeliszktalapzat 3 = Szoborszentélyek 4 = Oltár 5 = Padok 6 = Melléképület 7 = Felvezető út 8 = Völgytemplom

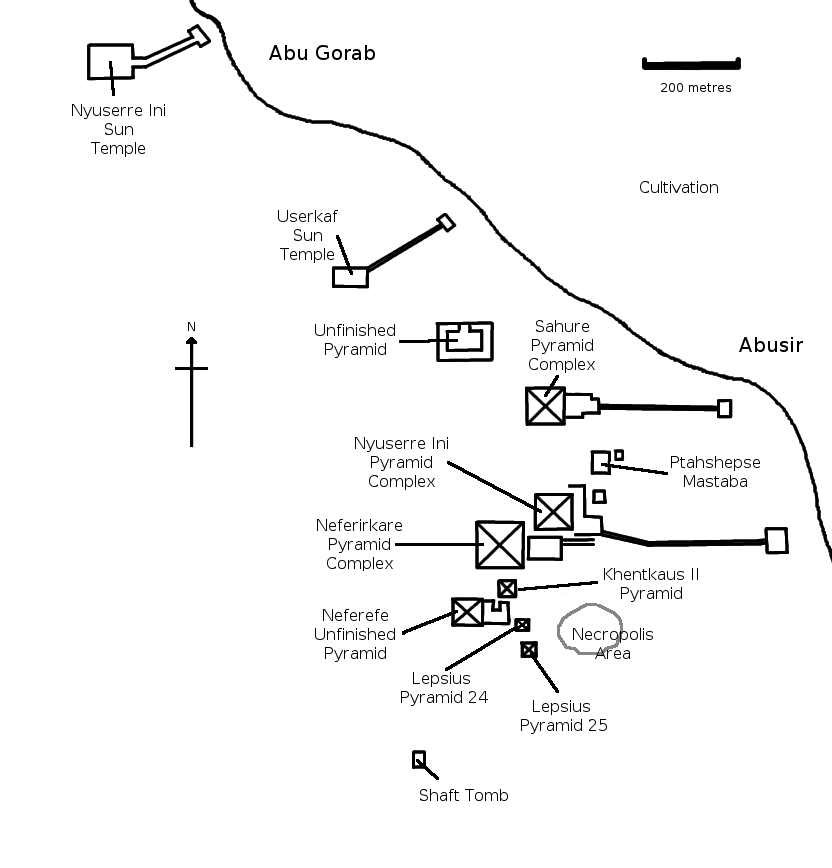
Az abuszíri nekropolisz

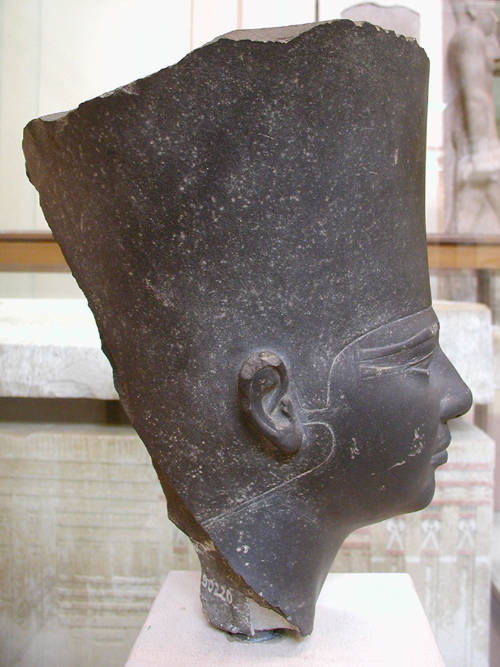
Uszerkaf szobrának feje a templomból

A templom erősen romos állapotban maradt fenn, így nem rekonstruálható teljes bizonyossággal. Nagy valószínűséggel az uralkodó 5. vagy 6. évében épült, mert megemlíti a palermói kő. A fő templomépület eredetileg egy kelet-nyugati irányú nagy, szilárd masztaba-szerű épület volt, nyugati részének tetején vörös gránit obeliszkkel, amiből csak felső szélének egyik sarokköve maradt fenn. Az épület négy fázisban épült fel, és az építkezés során külseje jelentős mértékben megváltozott: eredetileg négyzetes alaprajza téglalap alakú lett, az obeliszktől keletre áldozati oltárt emeltek a napistennek, délre és északra pedig két szentély épült hozzá, valószínűleg Ré és Hathor szobrai számára. Ezek a szentélyek grauvakkéból készültek, díszítésük szőttest vagy fagerendákat utánoz. A templomot fal vette körül, melynek sarkát lekerekítették; nem tudni, ennek építészeti oka volt, vagy a fal alaprajza az ősdombot volt hivatott jelképezni. A templom előtt két sorban áldozati kápolnák álltak, melyek mindegyike egy helyiségből állt.
Mai napig nem tisztázott, hogy a tetején álló obeliszk eredetileg is a terv részét képezte, vagy Uszerkaf egyik utóda, talán Noferirkaré építette egy későbbi építési fázisban. A feltáró Herbert Ricke az utóbbit feltételezte annak alapján, hogy a templom kurzív hieroglif írással feljegyzett nevében a determinatívum csonka piramist ábrázol, tetején obeliszk helyett vastag vonallal; ebből arra következtetett, hogy az építkezés első fázisában a csonka piramis tetején csak egy faoszlop állhatott, tetején aranykoronggal. Ezt a rekonstrukciót több kutató is megkérdőjelezte, de a templom neve különböző írásmódjainak összehasonlítása alapján feltételezhető, hogy volt egy korai építkezési fázis, obeliszk nélkül, és egy későbbi, obeliszkkel. Noferirkaré uralkodásától kezdve a templom nevét mindig obeliszkkel írják.
A völgytemplom szintén erősen romos állapotban maradt fenn. Alaprajzát nem igazították az égtájakhoz, ami egyiptomi templomkörzet esetében igen szokatlan. A négyszögletes alaprajzú templom nagy valószínűséggel előkamrából, középső épületrészból, nyitott oszlopos udvarból és hátul hét fülkéből állt. Lehet, hogy a kőtemplom nem Uszerkaf uralkodása alatt, hanem később, talán Niuszerré korában épült, mert a köveken olyan, az építők által használt jeleket találtak, amelyek csak az ő uralkodása idejéből ismertek. Egyik templomot sem díszítették reliefek vagy feliratok, vagy legalábbis nem maradtak fenn. A két templom közti felvezető út is szokatlan, mert sem a völgytemplom, sem a fő templom tengelyét nem követi. Szerkezeti szempontból hasonlóságot mutat Uszerkaf elődei, Menkauré és Sepszeszkaf felvezető útjaival.
A templomban az uralkodó több szobrának is megtalálták a maradványait. Ezek közül a legjelentősebbet Ricke fedezte fel a völgytemplom mellett, és ma Kairóban, az Egyiptomi Múzeumban található (katalógusszám: JE 90220). A 45×26×25 centiméteres, grauwackéból készült szobor szakáll nélkül ábrázolja a királyt, fején Alsó-Egyiptom vörös koronájával. Ricke emiatt eredetileg Neith istennő szobrának hitte, mert őt is szokták így ábrázolni, később azonban észrevették a szobron a feketével ráfestett bajusz nyomait, ami bizonyította, hogy az uralkodó szobráról van szó. Borchardt 1907-es ásatása során kisebb mészkő-, gránit- és vörös homokkő szobrok töredékei is előkerültek. A leletek közé tartozik még egy alabástromtöredék, ami eredetileg egy majdnem életnagyságú szobor részét alkothatta; a király szája és álla látható rajta. Ez a berlini Neues Museumba került (katalógusszám: 19774).
A templomban több pecsétlenyomatot is találtak; legnagyobb részükön királyok – Uszerkaf, Szahuré, Niuszerré, Dzsedkaré és Unisz – neve áll, ami bizonyítja, hogy a templom még az V. dinasztia végén is működött. Ezt az itt talált cserepek is megerősítik. A völgytemplom az itt talált cserepek tanúsága alapján a VI. dinasztia korának végén is működött még. Az Újbirodalom idejében több idelátogató hagyott itt feliratot, köztük egy bizonyos Iamunedzseh királyi hírvivő, aki más forrásokból is ismert; III. Thotmesz idejében élt, kb. 1000 évvel a templom építése után. Feliratában piramisnak nevezi a templomot; az obeliszk ekkor már romokban állhatott, és romjait piramisnak hitték.
A templom egy ismert papja Sepszeszkafanh.

## Feltárása
Uszerkaf naptemplomát Karl Richard Lepsius, az egyiptomi porosz expedíció vezetője fedezte fel 1842-ben. Lepsius nem ismerte fel, hogy naptemplomról van szó, és piramisként listázta úttörőnek számító piramislistájában, XVII. számon. Lepsius csak felületesen vizsgálta az építményt, az első alapos ásatásokra jóval később, 1907-ben és 1913-ban került sor, Ludwig Borchardt vezetésével. Borchardt azonban főként a közeli Abuszír királyi nekropoliszával foglalkozott; a templom csak 1954 és 1957 között vált egy ásatás fő témájává, ezúttal a Herbert Ricke által vezetett német-svájci expedíció ásatásai során. Az eredményeket két kötetben publikálták.

## Fordítás
Ez a szócikk részben vagy egészben  a   Sonnenheiligtum des Userkaf című német Wikipédia-szócikk ezen változatának fordításán alapul.  Az eredeti cikk szerkesztőit annak laptörténete sorolja fel. Ez a jelzés csupán a megfogalmazás eredetét és a szerzői jogokat jelzi, nem szolgál a cikkben szereplő információk forrásmegjelöléseként.